# Ferdinand Sommer
Ferdinand Sommer, nemški jezikoslovec, * 4. maj 1875, Trier, Nemčija, † 3. april 1962, München.
Prof. Sommer je bil predavatelj na univerzah v Baslu, Rostocku, Jeni, Bonnu in Münchenu. Poleg predavateljskega dela se je ukvarjal še z raziskavami o fonetiki raznih indoevropskih jezikov. O svojem raziskovalnem delu je objavil vrsto pomembnih raziskav o latinskem in starogrškem, predvsem pa o hetitskem jeziku.

## Pomembna dela
- Hethiter und Hethitisch
- Die Ahhijava Urkunden